# André Micael
André Micael Pereira (Guimarães, 4 febbraio 1989) è un ex calciatore portoghese, di ruolo difensore.

## Caratteristiche tecniche
È un difensore centrale.

## Palmarès

### Club
- Campionato portoghese di seconda divisione: 1

Moreirense: 2009-2010
- Coppa di Polonia: 1

Zawisza Bydgoszcz: 2013-2014
- Supercoppa di Polonia: 1

Zawisza Bydgoszcz: 2014
- Coppa di Lega portoghese: 1

Moreirense: 2016-2017